# Linwood (New Jersey)
Pour les articles homonymes, voir Linwood.
Linwood est une ville de l'État américain du New Jersey, située dans le comté d'Atlantic.
Lors du recensement de 2010, sa population est de 7 092 habitants. La municipalité s'étend sur 4,24 milles carrés (10,98 km2), dont 0,38 milles carrés (0,98 km2) d'étendues d'eau.
La ville devient une municipalité indépendante d'Egg Harbor Township le 20 février 1889.